# Bojan Zogović
Bojan Zogović (in serbo Бојан Зоговић?; Mojkovac, 16 febbraio 1989) è un calciatore montenegrino, portiere dell'Arsenal Tivat.

## Carriera
Ha giocato nella massima serie dei campionati serbo, azero ed albanese.

## Statistiche

### Presenze e reti nei club
Statistiche aggiornate al 6 maggio 2023.
| Stagione        | Squadra         | Campionato      | Campionato | Campionato | Coppe nazionali | Coppe nazionali | Coppe nazionali | Coppe continentali | Coppe continentali | Coppe continentali | Altre coppe | Altre coppe | Altre coppe | Totale | Totale |
| Stagione        | Squadra         | Comp            | Pres       | Reti       | Comp            | Pres            | Reti            | Comp               | Pres               | Reti               | Comp        | Pres        | Reti        | Pres   | Reti   |
| --------------- | --------------- | --------------- | ---------- | ---------- | --------------- | --------------- | --------------- | ------------------ | ------------------ | ------------------ | ----------- | ----------- | ----------- | ------ | ------ |
| 2020-2021       | Vllaznia        | KS              | 36         | -22        | CA              | 5               | 0               | -                  | -                  | -                  | -           | -           | -           | 41     | -22    |
| 2021-2022       | Vllaznia        | KS              | 34         | -35        | CA              | 6               | -2              | UECL               | 4                  | -5                 | SA          | 1           | -3          | 45     | -45    |
| 2022-2023       | Vllaznia        | KS              | 32         | -33        | CA              | 0               | 0               | UECL               | 2                  | -4                 | SA          | 1           | -3          | 35     | -40    |
| Totale carriera | Totale carriera | Totale carriera | 102        | -90        |                 | 11              | -2              |                    | 6                  | -9                 |             | 2           | -6          | 121    | -107   |

## Palmarès

### Club

#### Competizioni nazionali
- Coppa d'Albania: 2

Vllaznia: 2020-2021, 2021-2022